# Убрзање
Убрзање или акцелерација је промена брзине у јединици времена. У физици убрзање описује како се мења брзина кретања. У свакодневном говору исте речи описују како се мења брзина одвијања било каквог процеса; међутим, тад појам није прецизно дефинисан, него се само подразумева повећавање брзине (нпр. „треба убрзати поступак...“).
У физици је убрзање векторска величина која се добија налажењем првог извода брзине (која је такође вектор) по времену. Убрзање представља промену брзине у инфинитезималном временском интервалу. У неким ситуацијама, ако је из контекста јасно о чему се ради, нпр. код кретања дуж одређеног правца, реч убрзање се користи да означи само износ вектора убрзања, односно представља се скаларном величином. Мерна јединица за убрзање у СИ систему је метар у секунди на квадрат.
Убрзање и брзину најједноставније је дефинисати за тачкасте објекте. Било који објекат се може представити само једном материјалном тачком ако су димензије тог објекта занемарљиво мале у односу на пређени пут. Тела која не ротирају и крећу се само транслаторски се такође могу представити само једном тачком када се описује њихово кретање. Ако објекат поред транслационог кретања додатно и ротира, различити делови тог објекта имају различита убрзања. Тада се појам убрзање тела односи на убрзање његовог центра маса (а каже се још да је то транслаторно или линеарно убрзање). Код тела која ротирају, потребно је додатно размотрити и угаоно убрзање како би у потпуности описало кретање тела.
Убрзање и сила су повезани преко Другог Њутновог закона.

## Формална дефиниција
Убрзање се дефинише као први извод брзине по времену:
{\displaystyle {\vec {a}}(t)={d{\vec {v}}(t) \over dt}}.
Симбол {\displaystyle {\vec {a}}} означава убрзање (a је прво слово речи акцелерација која је латинског порекла), симбол {\displaystyle {\vec {v}}} означава брзину; и једна и друга величина су функције времена t (што се подразумева, па се не мора експлицитно навести). Убрзање описује како се брзо и у ком смеру мења брзина у поједином тренутку. Будући да је брзина векторска величина која може мењати и износ и смер, убрзање истовремено описује и једну и другу промену. Еквивалентно, транслационо и ротационо кретање се у сваком тренутку могу раздвојити и тада се засебно посматрају тангенцијално и нормално убрзање.
Ако су познате све силе које делују на дато тело, како би се описало кретање тела, често се полази од Другог Њутновог закона, који (у нерелативистичкој апроксимацији) гласи да је сума сила једнака умношку масе и убрзања (тј. {\displaystyle \Sigma {\vec {F}}=m{\vec {a}}}). Одатле се, познавањем сила које делују на материјалну честицу, директно добија њено убрзање. Потом се познавањем убрзања, брзина честице може добити интеграљењем убрзања:
{\displaystyle {\vec {v}}={\vec {v}}_{0}+\int _{{t}_{0}}^{t}{\vec {a}}\,\mathrm {d} t}
где је {\displaystyle {\vec {v}}_{0}} брзина у тренутку {\displaystyle t_{0}} (тзв. почетна брзина). Познавањем убрзања и брзине у сваком тренутку, може се одредити једначина путање или пређени пут. Ако се уместо материјалне тачке посматра тело, наведена разматрања односе се на кретање његовог центра масе.

## Просечно и тренутно убрзање
За горенаведену дефиницију понекад се каже да описује тренутно или право убрзање. Ти се термини користе (уместо једноставног назива убрзање) када се жели нагласити разлика у односу на просечно или средње убрзање {\displaystyle {\vec {a}}_{sr}}, које се дефинише као однос промене брзине и временског интервала у којем се брзина променила:
{\displaystyle {\vec {a}}_{sr}={\Delta {\vec {v}} \over \Delta t}}
где симбол {\displaystyle \Delta } означава промену, тј. разлику између касније и раније вредности. Ту је {\displaystyle \Delta {\vec {v}}={\vec {v}}(t_{2})-{\vec {v}}(t_{1})} промена брзине од тренутка {\displaystyle t_{1}} до тренутка {\displaystyle t_{2}}, док је {\displaystyle \Delta t=t_{2}-t_{1}} временски интервал (протекло време) између та два тренутка.
Током посматраног временског интервала тачка (или тело) је могла којекако убрзавати и успоравати у свом кретању, тако да просечна убрзања у различитим временским подинтервалима могу бити различита, што ограничава употребну вредност просечног убрзања на задати временски интервал (и његов задани почетни тренутак).
Насупрот томе, „право“ убрзање („тренутно“) не зависи од временског интервала јер се добија његовим замишљеним скраћивањем на „бесконачно мали интервал“ око појединог тренутка. За овакву дефиницију у којој се користе бесконачно мали интервали, потребан је појам извода. Тренутно убрзање је први извод брзине по времену, тј. „гранична вредност“ (лимес, симбол lim) односа промене брзине и протеклог временског интервала када временски интервал „тежи“ нули:
{\displaystyle {\vec {a}}={\frac {d{\vec {v}}}{dt}}=\lim _{\Delta t\to 0}{\frac {\Delta {\vec {v}}}{\Delta t}}\,\!}.

### Дефиниција убрзања код равномерног убрзаног праволинијског кретања
Најједноставнија дефиниција убрзања, која је добро полазиште за разумевање појма, јесте уобичајена дефиниција: убрзање је промена брзине у јединици времена. Притом се обично посматра праволинијско кретање, па се реч брзина односи само на износ брзине (јер не мења смер), а и реч убрзање само на износ убрзања. Таква дефиниција непотпуно описује убрзање, јер даје само број који је једнак просечном износу убрзања у тој јединици времена.
Међутим ако се посматра равномерно убрзано праволинијско кретање, код којега се износ убрзања не мења, онда је убрзање у било ком тренутку једнако просечној вредности убрзања, и рачуна се тако што се промена брзине подели с временом. Нпр. ако за 3 секунде брзина нарасте с 5 m/s на 17 m/s, укупна промена брзине је 12 m/s, а убрзање се добија дељењем промене брзине са временским интервалом за који се та промена десила , и означава да брзина тела нарасте за 4 m/s сваке секунде.

## Тангенцијално и нормално убрзање
У свакој тачки произвољно закривљене путање неке материјалне честице, њено убрзање {\displaystyle {\vec {a}}} може се раставити на две ортогоналне компоненте: на тангенцијално убрзање {\displaystyle {\vec {a}}_{t}} које је паралелно с тангентом на путању у датој тачки, и на нормално убрзање {\displaystyle {\vec {a}}_{n}}које је у смеру нормале на путању у датој тачки. На скици десно горе приказано је укупно убрзање {\displaystyle {\vec {a}}} (и сила {\displaystyle {\vec {F}}} која га узрокује), а у доњем делу то убрзање растављено је на тангенцијалну и нормалну компоненту (као и сила). Приказане су и тангента и нормала (t и n) као координатне осе: тангента се протеже у смеру брзине {\displaystyle {\vec {v}}}, а нормала је усмерена под правим углом на тангенту и лежи у равни коју одређују брзина и укупно убрзање (у овом случају слово t се односи на тангенту, а иначе је то стандардна ознака за време у физици, ако није другачије наглашено.)
Тангенцијално убрзање описује како се брзо мења износ брзине дуж правца кретања:
{\displaystyle a_{t}={dv \over dt}}.
Ту је {\displaystyle a_{t}} скаларна тангенцијална компонента убрзања, док је {\displaystyle v} износ брзине.
Нормално убрзање описује како се брзо мења смер брзине:
{\displaystyle a_{n}={v^{2} \over r_{k}}}.
Ту је {\displaystyle a_{n}} скаларна нормална компонента убрзања, {\displaystyle v} је износ брзине, док је {\displaystyle r_{k}} радијус закривљености путање у посматраној тачки.
На скици су приказане векторске компоненте, а у горњем тексту се користе скаларне компоненте. Однос између њих и укупног убрзања је следећи:
{\displaystyle {\vec {a}}={\vec {a}}_{t}+{\vec {a}}_{n}=a_{t}{\vec {u}}_{t}+a_{n}{\vec {u}}_{n}}.
Ту је {\displaystyle {\vec {u}}_{t}} јединични вектор у смеру тангенте (дакле, и у смеру брзине), док је {\displaystyle {\vec {u}}_{n}} јединични вектор у смеру нормале (јединични вектори имају износ једнак 1). Када се скаларна компонента помножи с јединичним вектором, добије се векторска компонента, нпр. {\displaystyle {\vec {a}}_{t}=a_{t}{\vec {u}}_{t}}.
За разумевање улоге компоненти убрзања корисно је размотрити њихову везу са силама на темељу Другог Њутновог закона. Ако је {\displaystyle {\vec {F}}} укупна (резултантна) сила која делује на честицу, она јој даје убрзање {\displaystyle {\vec {a}}} у смеру силе према формули {\displaystyle {\vec {F}}=m{\vec {a}}}. Темељно својство вектора је да међу њиховим компонентама на појединој оси координатног система вреде исти односи (једначине) као и међу самим векторима. То значи да тангенцијална сила даје тангенцијално убрзање, а нормална сила даје нормално убрзање (као на скици).
Одатле се лако разуме зашто тангенцијално и нормално убрзање имају горенаведени смисао. Тангенцијална сила делује у смеру брзине (или у супротном смеру); дакле, она повећава износ брзине (или га умањује). Зато тангенцијално убрзање описује промену износа брзине (повећање или умањење). Дакле, нема разлога да се те тангенцијалне компоненте доводе у везу с променом смера брзине.
Насупрот томе, нормална сила окомита је на брзину: она не повећава брзину јер не вуче нимало према напред, нити умањује брзину јер не вуче нимало према назад. А ипак мења брзину јер даје честици убрзање (нормално убрзање). Будући да нема промене износа брзине, очито је да то мора бити промена смера брзине.

### Формални извод
Формуле за тангенцијално и нормално убрзање могу се доказати деривирањем брзине ако се она прикаже као умножак износа и јединичног вектора
{\displaystyle {\vec {v}}=v{\vec {u}}_{t}}.
Јединични вектор тангенте {\displaystyle {\vec {u}}_{t}} има смер брзине, и може се добити тако да се брзина подели са својим износом (зато што је његов износ једнак 1). Деривирањем горњег израза за брзину, према правилу деривирања умношка, добије се:
{\displaystyle {\vec {a}}={d{\vec {v}} \over dt}={dv \over dt}{\vec {u}}_{t}+v{d{\vec {u_{t}}} \over dt}}.
Одмах се види да леви сабирак изгледа као раније дефинисана тангенцијална компонента убрзања. Међутим, да би се то доказало, треба показати да је десни сабирак једнак нормалној компоненти убрзања. У ту сврху треба објаснити што се добија деривисањем јединичног вектора {\displaystyle {\vec {u}}_{t}} у десном сабирку.

#### Деривација јединичног вектора
Деривација било којег јединичног вектора {\displaystyle {\vec {u}}} мора бити окомита на њега, како се види из скице десно, која приказује промену {\displaystyle \Delta {\vec {u}}} неког јединичног вектора у временском интервалу {\displaystyle \Delta t}. На скици је та промена приближно окомита на јединични вектор, а у граничном прелазу када временски интервал тежи нули (кад се рачуна деривација), промена {\displaystyle \Delta {\vec {u}}} постаје тачно нормална на јединични вектор (и то у смеру његова закретања). Износ деривата добије се тако да се износ промене {\displaystyle \Delta {\vec {u}}} подели с {\displaystyle \Delta t} и спроведе гранични прелаз у којем временски интервал тежи нули. На скици се види да је износ промене {\displaystyle \Delta {\vec {u}}} приближно једнак дужини кружнога лука који прекрива, а у граничном прелазу постају тачно једнаки. Дужина тог дела кружнога лука једнака је углју закрета {\displaystyle \Delta \varphi } како следи из дефиниције угла у радијанима (лук кроз полупречник), будући да је износ полупречника једнак 1 (износ јединичног вектора). Дакле, износ деривата јединичног вектора је гранична вредност {\displaystyle {{\Delta \varphi } \over {\Delta t}}}, а то је износ угаоне брзине закретања јединичног вектора {\displaystyle \omega ={{d\varphi } \over {dt}}}.
Одатле се види да десни сабирак горње једначине за убрзање има смер јединичног вектора нормале {\displaystyle {\vec {u}}_{n}} те да има износ {\displaystyle v\omega }. То је, дакле, заиста нормална компонента убрзања, и она има облик:
{\displaystyle v{d{\vec {u_{t}}} \over dt}={\vec {a}}_{n}=v\omega {\vec {u}}_{n}} .

#### Аналогија с кружним кретањем
Код кружног кретања износ кутне брзине {\displaystyle \omega } једнак је односу износа брзине и полупречника кружнице, {\displaystyle \omega =v/r}. Ту угаона брзина описује закретање полупречника (радијус вектора) повученог до тачке која се креће по кружници. Међутим, иста угаона брзина описује и закретање вектора брзине тачке, јер је тај вектор стално нормалан на полупречник кружнице. Зато се нормална компонента убрзања може изразити преко износа брзине и полупречника: {\displaystyle a_{n}=v\omega ={v^{2} \over r}}.
По аналогији с кружним кретањем, и код кретања по кружници описује се закретање вектора брзине помоћу износа брзине, и то релацијом {\displaystyle \omega =v/r_{k}}. Та релација заправо дефинише полупречник закривљености {\displaystyle r_{k}} криве у посматраној тачки. Полупречник закривљености криве је полупречник тзв. додирујуће кружнице, а то је кружница која најбоље приања уз криву у тој тачки (имају једнаку закривљеност). Дефинисање полупречника закривљености омогућује да се нормална компонента убрзања на кривој изрази на сличан начин као на кружници:
{\displaystyle {\vec {a}}_{n}={v^{2} \over r_{k}}{\vec {u}}_{n}}.

### Алтернативни геометријски извод
Претходни извод оријентисан је на математичку коректност и потпуност, па му зато недостаје непосредни геометријски аспект. На скици десно, међутим, јасно је приказано кретање тачке по кривој тако да се виде вектори положаја и брзине на почетку и на крају временског интервала {\displaystyle \Delta t} (лева страна скице), као и промена брзине {\displaystyle \Delta {\vec {v}}={\vec {v}}(t+\Delta t)-{\vec {v}}(t)} на десној страни скице. Притом је промена брзине растављена на тангенцијалну и нормалну компоненту:
{\displaystyle \Delta {\vec {v}}=\Delta {\vec {v}}_{t}+\Delta {\vec {v}}_{n}}.
Убрзање је дериват брзине по времену, тј. гранична вредност односа промене брзине {\displaystyle \Delta {\vec {v}}} и припадног временског интервала {\displaystyle \Delta t} када временски интервал тежи нули:
{\displaystyle {\vec {a}}={\frac {d{\vec {v}}}{dt}}=\lim _{\Delta t\to 0}{\frac {\Delta {\vec {v}}}{\Delta t}}=\lim _{\Delta t\to 0}{\frac {\Delta {\vec {v}}_{t}}{\Delta t}}+\lim _{\Delta t\to 0}{\frac {\Delta {\vec {v}}_{n}}{\Delta t}}\,\!}.
И без пуног математичког формализма, може се разумети како леви сабирак даје тангенцијалну компоненту, а десни нормалну компоненту убрзања. Из скице је очито да {\displaystyle \Delta {\vec {v}}_{t}} само мења износ брзине (у приказаном примеру повећава брзину). Смер брзине мења само компонента {\displaystyle \Delta {\vec {v}}_{n}}, али она мало доприноси и промени износа, јер преводи катету {\displaystyle ({\vec {v}}(t)+\Delta {\vec {v}}_{t})} правоугаоног троугла у хипотенузу {\displaystyle {\vec {v}}(t+\Delta t)}. Међутим, када у граничном прелазу {\displaystyle \Delta t} тежи према нули (код прорачуна убрзања), тај правоугаони троугао постаје једнакокрак, па {\displaystyle \Delta {\vec {v}}_{n}} мења само смер вектора брзине.
Одатле је јасно да је скаларна тангенцијална компонента убрзања једнака деривату износа брзине по времену - те да је позитивна кад се брзина повећава, а негативна кад се брзина умањује. Скаларна нормална компонента убрзања увек је позитивна, јер се брзина закреће у смеру нормале. Њезин износ, међутим, одређује се на темељу горњег формалног извода, или на темељу анализе кружног кретања. (Ипак, и са скице се разабире да тај износ треба бити једнак {\displaystyle v\omega }, зато што је износ {\displaystyle \Delta {\vec {v}}_{n}} приближно једнак умношку износа брзине и угла њеног закретања.)

### Тангенцијално и центрипетално убрзање
Брзина честице која се креће на закривљеном путу као функција времена се може записати као:
{\displaystyle \mathbf {v} (t)=v(t){\frac {\mathbf {v} (t)}{v(t)}}=v(t)\mathbf {u} _{\mathrm {t} }(t),}
где је v(t) једнако брзини дуж пута, а
{\displaystyle \mathbf {u} _{\mathrm {t} }={\frac {\mathbf {v} (t)}{v(t)}}\ ,}
је јединична векторске тангента на путу, која је усмерена у правцу кретања датог момента. Узимајући у обзир промену брзине v(t) и промену смера , убрзање честице која се креће дуж закривљеног пута се може записати користећи ланчано правило диференцијације за производ две функције времена као:
{\displaystyle {\begin{alignedat}{3}\mathbf {a} &={\frac {\mathrm {d} \mathbf {v} }{\mathrm {d} t}}\\&={\frac {\mathrm {d} v}{\mathrm {d} t}}\mathbf {u} _{\mathrm {t} }+v(t){\frac {d\mathbf {u} _{\mathrm {t} }}{dt}}\\&={\frac {\mathrm {d} v}{\mathrm {d} t}}\mathbf {u} _{\mathrm {t} }+{\frac {v^{2}}{r}}\mathbf {u} _{\mathrm {n} }\ ,\\\end{alignedat}}}
где је  јединица нормалног вектора на трајекторији честице (која се такође назива принципалном нормалом), и r је њен тренутни пречник криве базиран на додирној кружници у времену t. Те компоненте се називају тангенцијалним убрзањем и нормалним или радијалним убрзањем (или центрипеталним убрзањем кружног кретања, види такође кружно кретање и центрипеталну силу).
Геометријска анализа тродимензионалних кривих, која објашњава тангенцијално, (принципијално) нормално и бинормално кретање, је описана Френет–Серетовим формулама.

## Брзина и пређени пут код промењивог кретања
Да би се израчунала брзина у неком тренутку убрзаног кретања, мора се знати колико је времена прошло откад се тело почело кретати (t) и колика му је брзина била пре почетка убрзања (). Брзина у неком тренутку убрзаног кретања рачуна се по следећој формули: {\displaystyle v=a*t+v_{0}}.
Ознака за пређени пут је s. Пут промењивог кретања без почетне брзине рачуна се по формули {\displaystyle s={\frac {a*t^{2}}{2}}}, док се за решавање пута с познатом почетном брзином користи израз {\displaystyle s=v_{0}t+{\frac {a*t^{2}}{2}}}.
Једнолико убрзано праволинијско кретање је оно кретање у којем се неко тело креће праволинијски с неком почетном брзином , која се једнако повећава у једнаким интервалима.
Пут (s) код једнолико убрзаног праволинијског кретања преко почетне брзине () и убрзања (a), без времена (t), може се написати и овако: {\displaystyle s={\frac {v^{2}-v_{0}^{2}}{2a}}}.
Из овога произлази да је {\displaystyle 2as=v^{2}-v_{0}^{2}}, па се брзина с познатом почетном брзином  израчунава изразом {\displaystyle v^{2}=v_{0}^{2}+2as}.
Наравно, за {\displaystyle v_{0}=0} важиће: {\displaystyle v=a*t}, {\displaystyle s={\frac {a*t^{2}}{2}}} и {\displaystyle v^{2}=2as}.
Једнолико успорено праволинијско кретање јесте кретање које се одвија по одређеном правцу у неком времену (t) с неком почетном брзином, која се једнако смањује у једнаким интервалима.
Брзина код једнолико успореног праволинијског кретања с познатом временом рачуна се преко формуле {\displaystyle v=v_{0}-at}, док се формула {\displaystyle v^{2}=v_{0}^{2}-2as} користи за добијање брзине с познатим путем.
Време заустављања тела под утицајем умерено успореног кретања може се наћи формулом {\displaystyle tz={\frac {v_{0}}{a}}} док се пут до заустављања () добија формулом {\displaystyle Sz={\frac {v_{0}^{2}}{2a}}}.

## Гравитационо убрзање
Гравитацијско убрзање је убрзање које тело добија при слободном паду (паду с одређене тачке, без подстицаја било које друге силе осим силе Земљине теже). То убрзање износи приближно {\displaystyle 10{\frac {m}{s^{2}}}}, а оно зависи од близине одређеног тела средишту Земље. То зависи од географског положаја и надморске висине. У Сарајеву је гравитацијско убрзање {\displaystyle 9,81{\frac {m}{s^{2}}}}.
Гравитацијско убрзање означава се словом g и помоћу њега се израчунава тежину одређеног тела. G = m*g, где је m маса тог тела, а G тежина.

## Други Њутнов закон
Овај закон гласи:
Интензитет силе која покреће тело једнак је производу масе тела и убрзања које тело добија деловањем те силе, тј. F = m*a, где је F сила која покреће тело и даје му убрзање, m маса тог тела и a убрзање које тело добија деловањем те силе. Пошто је јединица за силу 1 Њутн (N) - {\displaystyle 1N=1{\frac {kgm}{s^{2}}}}, а за масу 1 kg, добијамо да је јединица за убрзање {\displaystyle 1{\frac {m}{s^{2}}}}.

## Једноставни случајеви: убрзање на правој линији и на кружници
Убрзано кретање по правцу и једнолико кретање по кружници занимљиви су примери зато што садрже само једну од описаних компонената убрзања. Код кретања по правцу, то је само тангенцијално убрзање (јер брзина не мења смер). Код једноликог кретања по кружници, то је само нормално убрзање (јер брзина не мења износ), а оно се на кружници назива центрипеталним или радијалним убрзањем.
Код једноликог кретања по кружници уводи се појам центрипеталног убрзања који и без пуног векторског формализма јасно оцртава смисао нормалне компоненте убрзања. А код једнолико убрзаног кретања по кружници мора се - поред центрипеталног убрзања - увести и тангенцијално убрзање за опис промене износа брзине. Тиме је заправо обухваћен главни смисао разлагања убрзања на нормалну и тангенцијалну компоненту, чак и ако се не користи формални векторски опис.